# De bom valt nooit
De bom valt nooit is een single van Herman van Veen. De samenwerking tussen Rob Chrispijn en Herman van Veen kwam langzaam aan zijn eind. Chrispijn wilde en kon de kant die Van Veen op wilde niet volgen. Willem Wilmink nam zijn plaats over. De bom valt nooit kwam destijds alleen voor op de compact discversie van zijn album Zolang de voorraad strekt.
De bom valt nooit is geschreven door Wilmink en Van Veen. Het lied is geproduceerd door Pim Koopman, een van de leden van Kayak en andere bands.
De B-kant Weet je nog is geschreven door Hans Lodeizen en Van Veen, Van Veen produceerde hier zelf.
De Nederlandse Top 40, Nationale Hitparade, BRT Top 30 en Ultratop 30 werden niet bereikt.
In de albumhoes van het verzamelalbum In Vogelvlucht geeft schrijver Willem Wilmink meer uitleg bij het nummer:
De bom valt nooit is een reactie op regels als "Jij moet nog huiswerk maken, voordat de bom valt", in het liedje "De bom" van de popgroep Doe Maar:

het doemdenken als reden om je huiswerk niet te maken. Die vlieger gaat niet op, kinderen!

## Andere versies
Thomas Woitkewitsch, de ontdekker van Van Veen in Duitsland schreef voor het lied de Duitse tekst Die Bombe fällt nie. Er werd in Duitsland een andere B-kant gekozen, namelijk van het lied Tijdbom van Erik van der Wurff en Herman van Veen van hetzelfde album.
Voor de Franse/Belgische markt werd La bombe va pas tomber in een vertaling van Georges Moustaki geperst. Op de B-kant van stond Pressons, de Franse variant van Opzij.